# Hybris (gudinde)
 For alternative betydninger, se Hybris (flertydig). (Se også artikler, som begynder med Hybris)
Hybris er en græsk gudinde, der er en inkarnation af princippet hybris.